# Werner Walter (Fußballspieler)
Werner Walter (* 19. März 1939; † 20. August 2000) war ein deutscher Fußballspieler. Der Abwehrspieler hat beim VfB Stuttgart im Premierenjahr der Fußball-Bundesliga, 1963/64, 15 Ligaspiele absolviert. Zuvor war er für das Team mit dem Ring auf der Brust, in der damals erstklassigen Fußball-Oberliga Süd von 1960 bis 1963 in insgesamt 59 Ligaspielen aktiv gewesen.

## Laufbahn
Walter kam 1959 vom 1. FC-TV Urbach zum VfB Stuttgart. Die erste Saison beim VfB spielte er im Amateurteam, ab der Runde 1960/61 gehörte er dem Kader in der Oberliga Süd an. Unter Trainer Kurt Baluses starteten im Sommer 1960 noch die weiteren Neulinge Hans Eisele, Dieter Höller, Eberhard Pfisterer und Klaus-Dieter Sieloff ihre Laufbahn in der Oberliga. In seinem ersten Oberligajahr kam er auf 18, im zweiten Jahr auf 25 und im dritten Jahr, 1962/63, auf 16 Ligaeinsätze. Insgesamt absolvierte er in der Oberliga Süd für den VfB 59 Spiele. Am 24. Oktober 1962 wurde er zu einem Länderspiel der U-23-Juniorenauswahl durch den DFB berufen. In Lyon gegen Frankreich war er als rechter Verteidiger im damals praktizierten WM-System im Einsatz und hatte links den Schalker Friedel Rausch als Partner. Die zwei Vereinskollegen Hans Eisele und Theodor Hoffmann vertraten den VfB in der Läuferreihe.
In der Bundesliga absolvierte Walter 16 Spiele für die Cannstatter. Er debütierte als linker Verteidiger an der Seite von Hans Eisele am 14. September 1963, bei einem 1:1-Heimremis gegen München 1860, in der Bundesliga. Seinen 15. Bundesligaeinsatz erlebte er am 14. März 1964 bei einer denkwürdigen 1:7-Auswärtsniederlage bei Borussia Dortmund. Er spielte rechter Verteidiger und hatte es mit dem BVB-Linksaußen Lothar Emmerich zu tun. Im zweiten Bundesligajahr, 1964/65, bestritt er lediglich am 5. September 1964, wiederum bei Borussia Dortmund, bei einer 0:1-Niederlage sein 16. und letztes Spiel in der Bundesliga. Der VfB war in der Defensive mit Günter Sawitzki, dem Verteidigerpaar Hans Eisele und Günter Seibold, sowie mit der Läuferreihe Walter, Klaus-Dieter Sieloff und Hans Arnold angetreten. 
1966 wechselte er zu den Stuttgarter Kickers, für die er in der damals zweitklassigen Regionalliga Süd bei 24 Einsätzen 1 Tor erzielte. Unter Trainer Georg Wurzer und Mannschaftskollegen wie Peter Schäffler, Herbert Dienelt, Rolf Steeb, Dieter Schurr, Rudolf Kröner, Horst Haug, Vladimir Popovic und Helmut Fürther belegten die Kickers den vierten Rang. Sein letztes Regionalligaspiel bestritt Walter am 11. März 1967 bei einem 3:1-Heimerfolg als linker Läufer gegen den BC Augsburg. Nach einer Saison bei den Kickers kehrte er verletzungsbedingt zu seinem Heimatverein FC Urbach zurück.